# Abd al Aziz al-Amawi
Abd al Aziz al-Amawi (en arabe عبد العزيز الأموي ; Barawa, 1832-1896) était un diplomate, historien, poète, juriste et scolastique du XIXe siècle actif au Sultanat de Zanzibar.
Ses œuvres parlent surtout de l'histoire de l'Afrique orientale (par exemple son poème Iqd-al-la'ali) ; mais la plupart de ses écrits ont disparu après la Révolution de Zanzibar.
Il étudia dans sa ville natale avec de célèbres scolastiques comme Muhyi al-Din al-Qathani, il lui présenta au Said bin Sultan de Omán. En 1850, al-Amawi fut élu par le sultan de Qadi de Kilwa Kisiwani.
Dans ses dernières années, il fut Qadi de Zanzibar et s'intéressa aux communautés musulmanes de l'Océan Indien.